# Кочегар (фільм)
«Кочегар» — тринадцятий фільм Олексія Балабанова 2010 року в жанрі кримінальної драми. В основі сюжету фільму - історія помсти «маленької людини», через призму якої режисер показує моральний розпад суспільства. Прем'єра відбулася в серпні 2010 року в Виборгу на кінофестивалі «Вікно в Європу», де фільм отримав спецприз журі «за високу професійну майстерність» і премію Гільдії кінознавців і кінокритиків Росії

## Зміст
90-ті роки, колишній сапер, якут за національністю, що отримав серйозні травми в Афганістані, працює кочегаром і живе в кочегарні. Його колишні товариші за службою привозять йому іноді трупи вбитих і кажуть, що це тіла дуже поганих людей. Кочегар вірить їм доти, доки вони не привозять йому труп його доньки. Тоді він одягає свою парадну форму і мститься вбивцям.

## Зйомки фільму
Зйомки фільму було розпочато 25 лютого 2010 року, в день народження Олексія Балабанова. Велику частку картини було зафільмовано в Кронштадті,  головним чином завдяки тому, що в місті збереглася промислова архітектура XIX століття. Крім того, зйомки відбувалися в Петербурзі і на річці Вуокса (селище Лосєве в Ленінградській області) протягом 18 днів.

## Головна роль
Головну роль у фільмі зіграв актор Якутського академічного театру ім. П. А. Ойунского Михайло Скрябін, який вже знімався раніше у фільмах Олексія Балабанова - «Вантаж 200» і "Річка". За винятком цієї ролі, майже всі інші ролі зіграні непрофесійними акторами: Аїда Тумутова - модель, Анна Коротаєва - студентка театрального інституту, Юрій Матвієв та Олександр Мосін, як і їхні герої, - колишні «афганці». У ролі замовника виступив глава «Ленфільму» В'ячеслав Тельнов; цю роль Балабанов пропонував Костянтину Ернсту, але той, дізнавшись, кого йому пропонують зіграти, відмовився. Ще одним професійним актором є Петро Семак - актор театру Льва Додіна.
17 травня 2010 Сергій Сельянов оголосив про вибір постера до фільму. Їм стало зображення палаючого черепа на чорному тлі з написом внизу - «Кочегар».
Крім похмурого і лякаючого плаката, що відсилає чи то до рокерської символіки, чи то до Супергеройської естетики, у просуванні фільму акцент робився на те, що це тринадцятий фільм Балабанова.

## Опис
Кінематографічна мова «Кочегара» нескладна, художня сторона фільму начебто б невловима і неусвідомлена. Фільм знятий гранично мінімалістично. Велику частину часу герої або мовчать, або говорять короткими фразами і вигуками. Трофименков назвав «Кочегар» фільмом «оглушливого мовчання»

## Художні особливості
О. Балабанов про вибір теми фільму
«Я взагалі не дуже розумію, коли кажуть, що моя тема - насильство. Тема всього кіно - насильство, тому що глядач любить, коли в персонажа всаджують п'ятдесят куль, після чого він закурює і йде мститися. Так в житті не буває, але глядачеві цікаво. Ніякого спеціального та особистого інтересу до насильства у мене немає: воно - сюжетна необхідність, не більше того »
О кино с Михаилом Трофименковым: Великий немой. 
Ступінь мінімалізму картини порівнянна з роботами таких режисерів, як Робер Брессон, Гас Ван Сент та Ларс фон Трієр. При цьому оглядачі відзначають і те, що мінімалізм Балабанова унікальний і не має аналогів у світовому кінематографі.Сам Балабанов пояснив вибір подібної форми висловлювання тим, що йому було цікаво спробувати нову для себе кіномову, а також відсутністю великого бюджету для більш масштабних зйомок.
Незважаючи на це, фільм наповнено продуманими метафорами, двозначними образами, асоціативними відсилання. Одним з основних символів у фільмі є сама кочегарка. Спочатку вдалині миготять та димлять труби. З часом труби стають все ближче і ближче. Режисер асоціює кочегарню з кремаційною піччю, додаючи до підземного ще і надземний простір, таким чином, все це стає символом глобального крематорію.
Ксенія Ларіна вважає, що «головна і, можливо, єдина, по-справжньому дійова особа» фільму - вогонь: «Топки, грубки, каміни з'являються майже в кожному епізоді - здається, все в цьому місті підпорядковане вогню, в жертву якому приноситься відпрацьований людський матеріал».

### Образ героя
Михайло Скрябін у ролі Кочегара. Михайло Трофименков знаходить паралелі в образі Кочегара та іншого кіномстителя - Мачете з однойменного фільму Родрігеса.
Кочегар є найбільш особистим та найліричнішим  фільмом Балабанова. Так само, як в феллінієвських «Джинджер і Фред», в образі головного героя виразно проглядається сам режисер. Про це говорить його повсякденний одяг - тільняшка і крислата панама-афганка, в яких Балабанов незмінно з'являється на публіці; так само як і Балабанов, Кочегар був учасником Афганської війни. На автобіографічне тлумачення наводить і те, що якутський майор настільки ж небагатослівний, як і автор фільму.
Головний герой фільму - класична «маленька людина»; як і всім людям з цього ряду, герою притаманні наївність, чесність, слабкість. Але при цьому в ньому присутня і унікальна сила особистості, що відчувається усіма оточуючими і що виявляється після його преображення. Кочегар - представник малої народності, що є особливо символічним. Національність головного героя підкреслює його незначний соціальний стан в новій Росії. Взагалі Балабанов - єдиний російський режисер, який регулярно висловлюється з приводу національного питання. У зв'язку з цим в його бік постійно лунають звинувачення в російському націоналізмі, расизмі та агресивному патріотизмі.

### Місце фільму у творчості режисера
Балабанов, визнаний багатьма критиками одним з найбільших режисерів пострадянського кінематографа, зняв цей фільм у своєму оригінальному стилі. Визначаючи жанр «Кочегара», оглядач сайту Дар'я Горячева назвала фільм мізантропічним Балабанівським артом.
Згодна з нею і журналіст «Незалежной газети» Євгенія Леонова; за її словами, «Кочегара» «можна дивитися з будь-якого моменту, і без титрів ясно, що це Балабанов із ще однією розповіддю про героя-одинака і лаконічною метафорою, що виражає суть фільму». Ця робота багато в чому є підсумковою для режисера, «квінтесенцією його стилю і тем».

## Критика
Критики схвально прийняли фільм, відзначаючи при цьому його похмуру ауру. Так, оглядач газети «Известия» Лариса Юсіпова зазначає, що з точки зору режисури фільм досконалий. Для Андрія Плахова це «самий тверезий, ідеально побудований і прорахований фільм» режисера. За його словами, «фільм знятий виключно елегантно, з тим самим цинічним гумором, який, недоступний розумінню західних фестивальних відбірників». «У "Кочегарі " Олексій Балабанов досяг небаченої простоти і небаченої досконалості», написали про фільм «Відомості».

## Фестивальна доля та кінопремії
Фільм отримав дві нагороди на фестивалі російського кіно «Вікно в Європу» у Виборзі. Проте, багато кінокритиків порахували, що конкурсне журі під керівництвом Андрія Хржановського несправедливо позбавило картину головного призу, віддавши перевагу  більш легкій і політкоректній стрічці Романа Карімова «Неадекватні люди». За думкою оглядачів, «Кочегар» і наступна прес-конференція Балабанова стали головною подією цього фестивалю.

## Ролі
- Михайло Скрябін — Якут (Майор Іван Матвійович Скрябін)
- Юрій Матвєєв — Бізон
- Олександр Мосін — Сержант
- Аїда Тумутова — Саша, дочка якута
- Анна Коротаєва — Маша, дочка сержанта
- В'ячеслав Тельнов — Андрій Сергійович
- В'ячеслав Павлють — Федір Олексійович
- Аліна Політова — Лена
- Варвара Білокурова — Віра
- Петро Семак — Полковник, батько Віри

## Знімальна група
- Олексій Балабанов — режисер і сценарист
- Сергій Сельянов — продюсер
- Олександр Симонов — оператор-постановник
- Анастасія Карімуліна — художник-постановник
- Максим Біловолов — звукорежисер
- Тетяна Кузьмічова — монтажер
- Надія Васильєва — художник по костюмах
- Наталія Кримська — художник по гриму